# Nimbuzz
Nimbuzz était un service de multi-messagerie sociale combinant la messagerie instantanée, la (géo) présence et le VoIP sur des communautés populaires telles que Skype, Windows Live Messenger, Yahoo! Messenger, ICQ, Google Talk, AIM et des réseaux sociaux tels que Facebook et MySpace.
Nimbuzz a été fondée en 2006 par Evert Jaap Lugt et Martin Smink.
Nimbuzz est basé à Rotterdam aux Pays-Bas et possède des bureaux à São Paulo, Córdoba et New Delhi.
La compagnie a des utilisateurs dans tous les pays du globe (200 pays) et est le seul « mobile social messaging aggregator » ayant gagné le prestigieux prix Red Herring Global 100.

## Caractéristiques Nimbuzz
Messagerie Instantanée
- Messageries instantanées compatibles: Skype, Windows Live Messenger, Google Talk, Yahoo!Messenger, AIM, Jabber et ICQ
- Communautés virtuelles compatibles : Facebook, MySpace, Hyves, GaduGadu, Orkut, Giovani, SchuelerVZ, StudiVZ et MeinVZ
- Envoi de fichiers
- Chat en groupes
- Messageries

Présence
- Geo-localisation
- Message Personnel
- Changements Statuts
- Photo

Appel
- VoIP
- SIP
- Appels de groupes

Partage de localisation :
En activant cette option, les utilisateurs peuvent savoir où se trouvent leurs amis sur Nimbuzz.
Le Buzz (breveté)
Le « Buzz » est une alerte à envoyer pour avertir un utilisateur Nimbuzz que vous souhaitez rentrer en contact avec lui, quand il est hors ligne. Cette option est accessible directement via la liste de contacts ou par le Communicator widget. Envoyer un buzz est gratuit et démarre automatiquement Nimbuzz sur le mobile (seulement sur Symbian).
Liste de contacts
- Copie et restaure si besoin les contacts dans la liste de contacts Nimbuzz.
- Accès à la liste des contacts mobiles sans sortir de l’écran Nimbuzz.

## Nimbuzz Widgets
Pour pouvoir utiliser les widgets Nimbuzz, il faut installer la version Nimbuzz  pour ordinateur personnel ou mobile.
Nimbuzz Communicator
Le Nimbuzz Communicator est un widget qui s’active lorsque les utilisateurs créent un compte et peut être visité par n’importe qui à l’adresse suivant : http://my.nimbuzz.com/NimbuzzID.
Une fois posté sur Facebook, MySpace, Bebo et 20 autres réseaux sociaux  il permet à l’internaute d’interagir et d’atteindre l’utilisateur gratuitement – directement sur leur PC ou mobile. Le widget peut aussi être posté comme signature électronique et sur les pages web ou blogs.
Le Nimbuzz Communicator permet de chater, envoyer des fichiers, envoyer des messages offline et buzzer gratuitement. Toutes les options peuvent être désactivées.
Nimbuzz Ringtone Factory
Le widget Ringtone Factory permet aux utilisateurs de créer et customiser leurs sonneries et fichiers audio en téléchargeant et éditant un fichier music de plus de 15 mb. The fichier audio pourra être envoyé immédiatement à la galerie en ligne Nimbuzz Mobile. Il est possible de se connecter directement depuis le widget.
| Nimbuzz Communicator | Ringtone Factory |  |
| -------------------- | ---------------- |  |
|                      |                  |  |

Partenariats Nimbuzz
Partenaire: StudiVZ, le plus grand réseau social allemand.

Date: 11 novembre 2008
Partenaires: 17 partenaires SIP globaux

Date: 18 novembre 2008
| SIP partner          | Country        |
| -------------------- | -------------- |
| A1 Mobilkom          | Autriche       |
| Adepto Telecom       | Inde           |
| Amtelfone            | Inde           |
| Apnatelelink         | Inde           |
| EuteliaVoip          | Italie         |
| Gizmo5               | États-Unis     |
| GLT GLOBAL TELELINKS | Suisse         |
| ICTel                | Afrique du Sud |
| MWeb                 | Afrique du Sud |
| Sipgate              | Allemagne      |
| Skytel               | Serbie         |
| TerraSip             | Espagne        |
| Tpad                 | UK/UAE         |
| Voiceglobe           | UK             |
| VOIP HIT             | Indie          |
| Vyke                 | UK/Norvège     |
| Xeloq Communications | Hollande       |
|                      |                |

Partenaire: Spice Mobiles,

Date: 17 décembre 2008
Partenaire: Toshiba

Date: 16 février 2009
Partenaire: Vyke

Date: 16 février 2009